# Franz Prünsterer
Franz Prünsterer (* 12. März 1570 in Nürnberg; † 7. Januar 1637 in Lübeck) war ein Kaufmann und Ratsherr der Hansestadt Lübeck.

## Leben

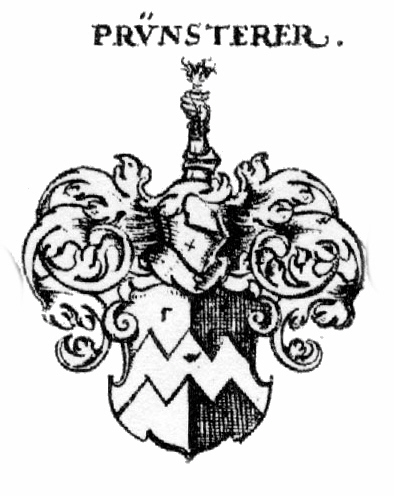
Wappen der Prünsterer in Nürnberg

Der möglicherweise einer Familie des Nürnberger Patriziats, den Prünsterer entstammende und nach Lübeck zugewanderte Kaufmann Franz Prünsterer ist in Lübeck 1603 als Geschäftsvertreter der Saigerhandelsgesellschaft der Welser nachgewiesen, war also im Kupferhandel zwischen Schweden und Oberdeutschland tätig. Er wurde 1611 Mitglied der Korporation der Lübecker Stockholmfahrer. 1619 wurde er in den Lübecker Rat erwählt. Seine Tochter Anna heiratete den Lübecker Bürgermeister Matthäus Rodde. 
Nach seinem Tode erhielt Prünsterer 1641 ein hölzernes Epitaph in der Lübecker Marienkirche gesetzt. Das Epitaph verbrannte 1942 beim Luftangriff auf Lübeck, das darin  enthaltene Porträt befindet sich im St.-Annen-Museum.